# ایهود گازیت
ایهود گازیت (عبری: אהוד גזית‎؛ زادهٔ تاریخ ورودی نامعتبر است) زیست‌شناس، بیوشیمی‌دان، شیمی‌دان، و استاد (تمام) اهل اسرائیل است.